# Rose-Céleste Bache
Rose-Céleste Bache, condesa de Vien (Rouen, 1774 - 27 de marzo de 1843) fue una escritora francesa, miembro de las Reales Academias de Burdeos, Vaucluse, el Ateneo de las Artes y miembro de la Academia de las Artes y Bellas Letras.
Hija del general Jacques François Bache, se casó con el pintor Joseph-Marie Vien, hijo del también pintor Joseph-Marie Vien y Marie-Thérèse Reboul. Además de la literatura, recibió formación en griego y latín, publicando varias traducciones. Fue editora de la Journal des dames et des modes durante su período feminista, bajo la dirección de Marie L'Epinay.
Está enterrada en cementerio del Père-Lachaise de París.

## Obras
- Chant sacré pour S.A.R. Monseigneur le duc de Bordeaux, P. Didot l'aîné, 1821
- Poèmes en prose d'Anacréon en grec ancien traduit en français par Mme Céleste Vien, Urbain Canel, 1825
- Baisers de Jean Second, avec le texte latin, traduits en vers français par Mme Céleste Vien, Delaunay, 1832
- La Mort de la vieille année, elegía, Bourgogne et Martinet, 1839
- La Statue de saint Victor, légende provençale, A. Pinard, (s.d.)